# Röhrendiode
Eine Röhrendiode oder auch Vakuumdiode (ältere Bezeichnung durch John Ambrose Fleming: Kenotron) ist allgemein eine Elektronenröhre mit zwei Elektroden. Im engeren Sinne werden nur evakuierte Röhren mit beheizter Kathode als Röhrendioden bezeichnet. Die Röntgenröhre und das Magnetron sind prinzipiell ebenfalls Röhrendioden.

Röhrendiode mit indirekt geheizter Glühkathode

## Historisches
Im Jahr 1873 entdeckte Frederick Guthrie, dass ein positiv geladenes Elektroskop entladen wird, wenn man ein geerdetes, glühendes Metallstück in die Nähe brachte. Bei negativ geladenem Elektroskop passiert nichts, woraus folgte, dass der elektrische Strom nur in eine Richtung fließen konnte.
Thomas Edison entdeckte diese Erscheinung im Jahr 1880 bei Experimenten mit Glühlampen wieder und ließ sich den Effekt 1884 patentieren, ohne eine Anwendungsmöglichkeit zu kennen. Seitdem nennt man ihn Edison-Richardson-Effekt.
Etwa zwanzig Jahre später erkannte John Ambrose Fleming, der zuerst Angestellter von Edison und später wissenschaftlicher Berater der Marconi Wireless Telegraph Company war, dass der Edison-Effekt benutzt werden konnte, um schwache Radiosignale nachzuweisen. Er ließ sich die erste brauchbare Anwendung, die „Fleming valve“, im Jahr 1904 patentieren.

## Funktionsprinzip

Schema einer direkt geheizten Röhrendiode

Aus der Kathode treten Elektronen aufgrund von Feldemission, Fotoemission oder (wenn die Kathode geheizt wird) thermischer Emission aus und können von der Anode eingefangen werden. Dieser elektrische Strom ist besonders hoch, wenn die Anode gegenüber der Kathode auf positiver Spannung liegt. Bei genügend hoher Anodenspannung werden alle an der Kathode austretenden Elektronen zur Anode gezogen und erzeugen dort den bei den herrschenden Betriebsbedingungen höchstmöglichen Strom, den Sättigungsstrom. Bei geringerer Anodenspannung sammeln sich nahe der Kathode viele Elektronen und bilden eine abstoßende negative Raumladung, die den Austritt weiterer Elektronen so weit behindert, dass nur die zur Anode abfließenden Elektronen ersetzt werden (raumladungsbegrenzter Anodenstrom).
Bei negativer Spannung an der Anode sinkt der Strom, weil nur noch die Elektronen die Potentialbarriere überwinden können, die mit genügender Energie aus der Kathode ausgetreten sind. Bei Glühkathoden sinkt selbst bei Temperaturen um 2000 °C der Anodenstrom bei wenigen Volt Sperrspannung auf Null. Daher hat eine als Elektronenröhre mit Glühkathode aufgebaute Diode die Wirkung eines Gleichrichters (siehe Diode).
Auch bei Anodenspannung 0 V fließt aufgrund des Konzentrationsgefälles der thermisch oder durch den äußeren Fotoeffekt emittierten Elektronen ein kleiner Strom. Fotozellen – die vom Prinzip her ebenfalls Röhrendioden sind – können daher ähnlich wie Fotodioden auf Halbleiterbasis auch ohne Hilfsspannungsquelle zur Lichtmessung verwendet werden. Beim thermionischen Generator wird dieser Effekt ausgenutzt, um aus der Wärmeenergie der glühenden Kathode elektrische Energie zu erzeugen.

## Anwendung als Gleichrichter

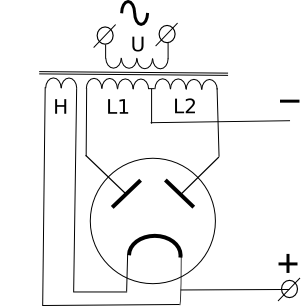
Direkt geheizte Doppelweg-Gleichrichterröhre und entsprechende Transformatorwicklungen U für die Netzspannung, H für die Heizung und L1/L2 für die gegenphasigen beiden Halbwellen.

Röhrendioden mit Glühkathode wurden früher unter anderem in röhrenbestückten Geräten, wie z. B. dem sogenannten Volksempfänger mit der Röhre VY2, als Gleichrichter- und Demodulatordioden verwendet, später jedoch durch Selen- und schließlich durch Siliziumdioden mit erheblich geringeren Verlusten ersetzt.
Bei Röhrengleichrichtern dürfen die maximale Größe des Ladekondensators nicht überschritten, sowie der minimale Reihenwiderstand (z. B. Widerstand der Trafowicklung) nicht unterschritten werden, da sonst wegen der hohen Stromspitzen die Lebensdauer der Kathodenbeschichtung über die übliche Abnutzung hinaus herabgesetzt wird.

## Bauformen

### Vakuumröhren

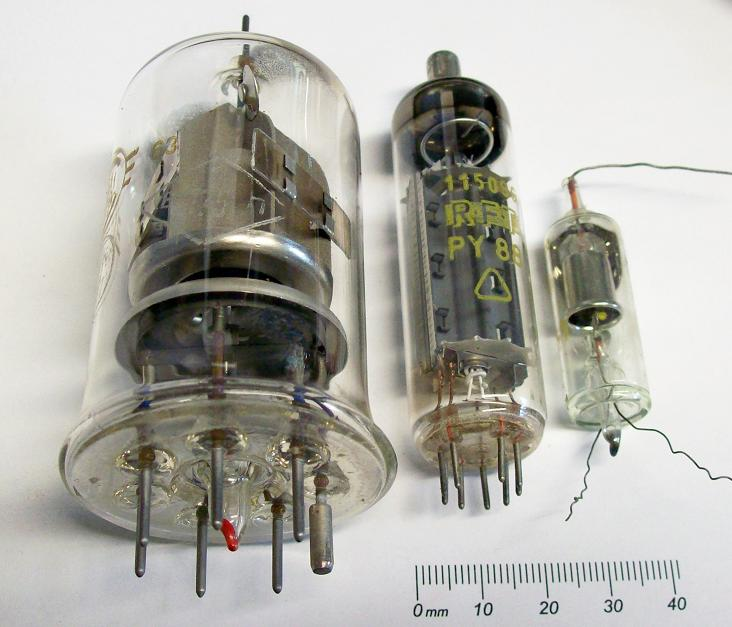
Indirekt beheizte Röhrendioden, v. l. n. r.:
WI1 5/20 (Hochspannungsgleichrichtung)
PY88 (Boosterdiode aus TV)
EY51 (Hochspannungserzeugung in SW-TV)

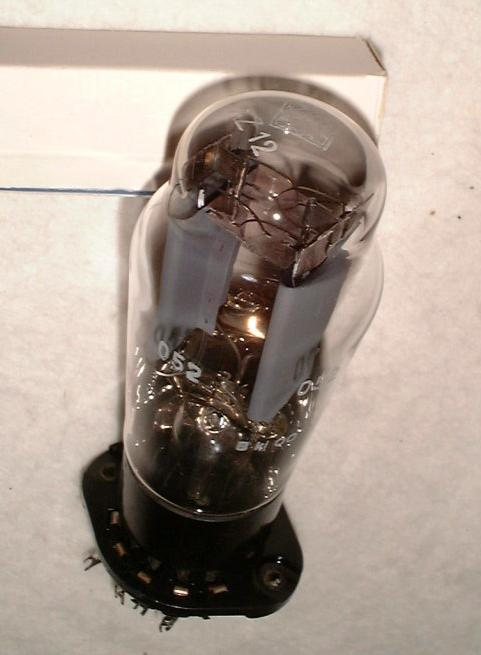
Direkt beheizte Gleichrichterröhre AZ12
300…500 V Sperrspannung, max. 0,2 A Anodenstrom
In den beiden grau-blauen Blechhülsen aus P2-Eisen (Anoden) befinden sich W-förmig verlaufend die Kathodenbänder

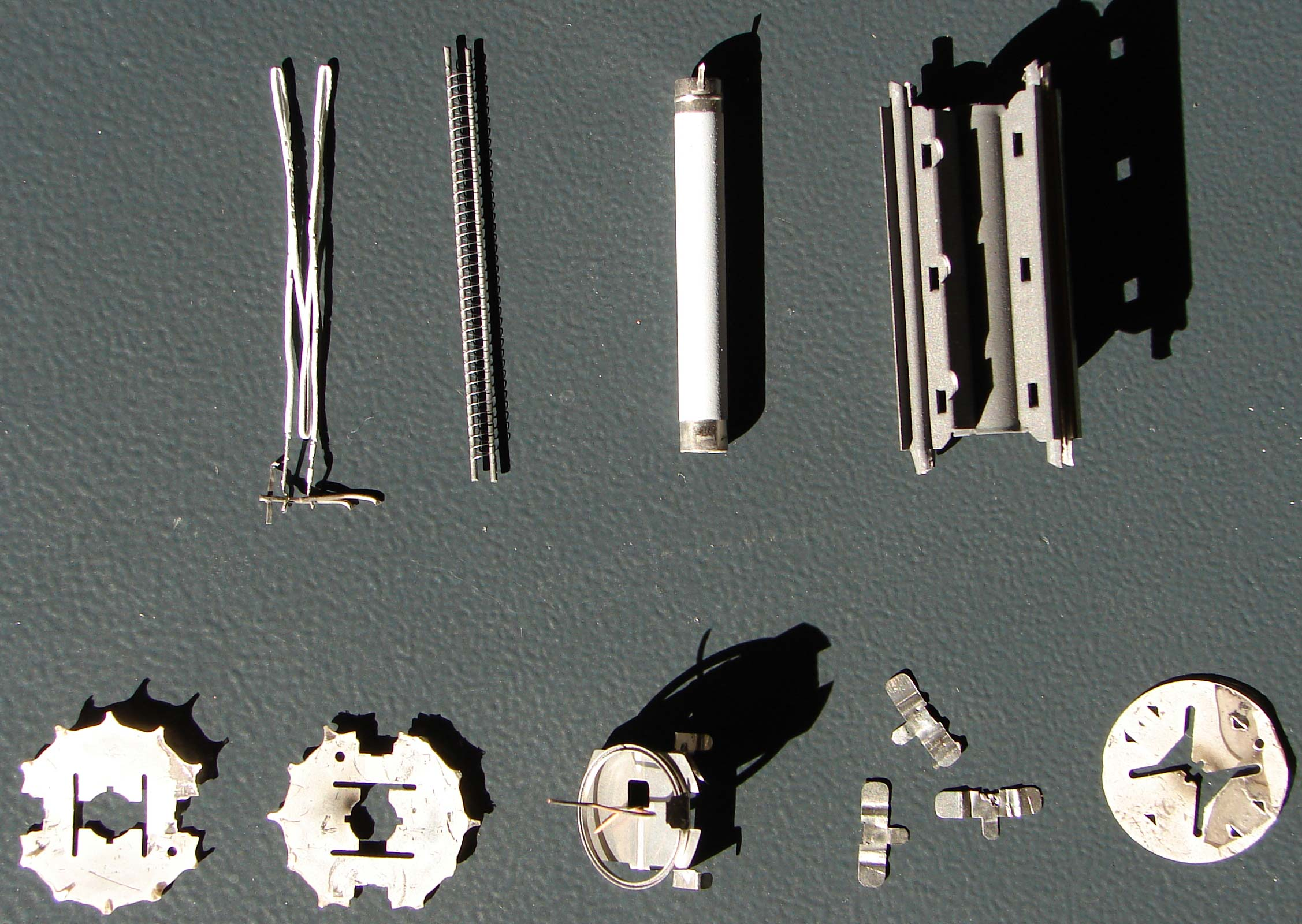
Einzelteilansicht einer PY88

In der Praxis wird unterschieden zwischen Einzel- und Duodioden. Diese beiden Gruppen werden wiederum unterteilt in Dioden kleiner Leistung für Demodulatorzwecke und Leistungsdioden zur Gleichrichtung von Versorgungsspannungen.
| Gruppe      | Kennbuchstabe | Anwendung            |
| ----------- | ------------- | -------------------- |
| Einzeldiode | A             | Demodulatorzwecke    |
| Duodiode    | B             | Demodulatorzwecke    |
| Einzeldiode | Y             | Einweggleichrichter  |
| Duodiode    | Z             | Vollweggleichrichter |

Oftmals wurden Dioden für Demodulatorzwecke mit einer Verstärkertriode in einem Kolben vereint, beispielsweise bei der EAF42, EBC91 oder EBF89.

#### Einzeldiode
Einzeldioden (Kennbuchstabe A bzw. Y) enthalten nur eine Kathode und eine Anode. Sie wurden z. B. zur Einweg-Gleichrichtung, als Boosterdiode und zur Hochspannungserzeugung an Horizontalablenkstufen von Röhrenfernsehern oder zur Amplituden-Demodulation eingesetzt.
Zur Hochspannungsgleichrichtung (6 bis mehrere 100 kV) wurden spezielle Gleichrichterröhren-Typen entwickelt: zur Vermeidung von Feldemission besitzen sie abgerundete Anodenkanten und einen größeren Abstand zwischen Anode und Kathode. Sie benötigen auch bei indirekter Heizung eine isolierte Heizspannungsquelle; einer der Heizwendelanschlüsse ist mit der Kathode verbunden.

Eine andere, veraltete Bezeichnung für Hochspannungs-Gleichrichterröhren ist Glühventil.
Verbreitete Einzeldioden mit Miniatursockeln waren die EY80 und EY82 sowie die Hochspannungsgleichrichterdiode DY86.

#### Doppeldiode (Duodiode)
Doppeldioden (Kennbuchstabe B bzw. Z) sind Röhren mit zwei Anoden und einer gemeinsamen Kathode. Sie wurden in Empfängern zur Amplituden-Demodulation mit unabhängiger Erzeugung der Regelspannung ebenso verwendet wie in Verhältnis-Gleichrichtern zur FM-Demodulation.
Für Gleichrichterzwecke wird ein Transformator mit Mittelanzapfung der Sekundärwicklung verwendet, damit ist Zweiweg-Gleichrichtung möglich. Die gegenphasigen Enden der Anodenspannungswicklung des Transformators werden mit jeweils einer Anode verbunden. An der Kathode entsteht der positive Pol der gleichgerichteten Spannung, die Mittelanzapfung der Transformatorwicklung bildet den Minuspol. Bei direkt geheizter Kathode muss für die Heizspannung auf dem Transformator eine separate, isolierte Heizwicklung vorhanden sein.
Beispiele für Zweiweg-Gleichrichterröhren sind neben der abgebildeten AZ12 (direkt geheizt) die Typen EZ80 und EZ81 (beide sind indirekt geheizt, daher ist keine separate Heizwicklung auf dem Transformator notwendig).
Die EAA91 (äquivalente Typen EB91, 6AL5, 6H2P, D2M9, D77, 6D2, 6B32, CV283, 6X2П und E91AA) hat zwei unabhängige Einzeldioden in einem Kolben – die Kathoden sind elektrisch getrennt. Das Gleiche gilt für die EYY13.

### Gasgefüllte Gleichrichterröhren

#### Quecksilberkathodengleichrichter
Quecksilberdampfgleichrichter sind mit Quecksilber und Edelgas gefüllte Röhren mit ungeheizter Quecksilberteichkathode. Sie zählen daher nicht zu den Röhrendioden im engeren Sinne. Sie wurden für Gleichrichteranlagen größerer Leistung anstelle von Röhrendioden eingesetzt, da sie effektiver sind – sie besitzen in Durchlassrichtung einen geringeren Spannungsabfall, was sich unter anderem auch in geringeren Schwankungen der Ausgangsspannung bei unterschiedlicher Belastung zeigt.

#### Gasgefüllte Gleichrichter mit Glühkathode
Gasgefüllte Glühventile enthalten Quecksilberdampf und besitzen wie Vakuumventile eine beheizte Kathode, die Elektronen emittiert. Die Elektronen ionisieren ihrerseits die Quecksilberatome, die durch ihre positive Ladung die negative Raumladung um die Kathode aufheben. Dadurch gelingt eine Leistungs- und Effizienzsteigerung: die Durchflussspannung beträgt auch bei höherem Strom aufgrund einer durch die Elektronen sofort zündenden Bogenentladung einige 10 Volt und die Sperrspannung bleibt nahezu unbeeinflusst – sie beträgt etwa 30 kV bei einem Elektrodenabstand von 10 mm. Typische Anwendungen sind Gleichrichter für Röhrensender. Durch eine weitere Elektrode sind diese Dioden steuerbar (siehe Thyratron).
Durch eine Art Kaskade aus röhrenförmigen Hilfselektroden gelingt es, die Sperrspannung auf mehrere 100 kV zu erhöhen.
Mit den Typen AX1 und AX50 wurden auch kleine Doppeldioden geschaffen, die den Vorteil der Quecksilberdampfgleichrichter mit der einfachen Handhabung der Vakuumdioden vereinen sollten. Wegen der hochfrequenten Störungen durch die Gasentladung wurden diese Röhren nur im Netzteil leistungsfähiger NF-Verstärker eingesetzt.